# Paleacrita pometaria
Paleacrita pometaria là một loài bướm đêm trong họ Geometridae.